# William Wotton
William Wotton (13 de agosto de 1666 – 13 de fevereiro de 1727) foi um teólogo inglês, estudioso clássico e linguista. Ele é lembrado principalmente por suas notáveis habilidades em aprender idiomas e por seu envolvimento na Querela dos Antigos e dos Modernos. No País de Gales, ele é memorável como o coletor e primeiro tradutor das antigas leis galesas.

## Vida

### Primeiros anos
William Wotton foi o segundo filho do Rev. Henry Wotton, reitor de Wrentham, Suffolk. Era uma criança prodígio que conseguia ler versículos da Bíblia em inglês, latim, grego e hebraico antes dos seis anos. Em abril do ano de 1676, antes de completar dez anos, foi enviado para Catharine Hall, Cambridge, onde se formou em 1679. Neste momento, Wotton ja havia aprendido árabe, siríaco e aramaico, bem como conhecimentos de lógica, filosofia, matemática, geografia, cronologia e história. Seus pais morreram enquanto ele ainda estava em Cambridge e, quando adolescente, ele foi levado para a casa de Gilbert Burnet, mais tarde bispo de Salisbury. Wotton foi premiado com uma bolsa no St John's College, onde obteve um M.A. em 1683 e um B.D. em 1691. Em 1686, foi nomeado pároco de Brimpton em Berkshire. Em janeiro de 1689, foi nomeado vigário de Lacock em Wiltshire, cargo que ocupou até sua renúncia em 1693. Após a ordenação, ele também foi nomeado capelão de Daniel Finch, conde de Nottingham, e tutor de sua família. Finch presenteou-o com a reitoria de Milton Keynes, Buckinghamshire, em 1693.

### Controvérsia Educacional
William começou sua carreira acadêmica como tradutor de Louis Dupin's em "A new history of ecclesiastical writers", (13 vols. 1692–99). Entretanto, é conhecido principalmente por sua participação na controvérsia sobre os respectivos méritos do aprendizado antigo e moderno. Em suas "Reflexões sobre o aprendizado antigo e moderno" (1694 e novamente em 1697), ele defendia os modernos, embora com um espírito justo e judicioso. De acordo com Joseph Levine, 'de todas as obras da controvérsia que ainda apareceram em inglês ou francês, a dele foi facilmente a mais criteriosa'. Ele foi atacado por pedantismo por Swift em "The Battle of the Books" e "A Tale of a Tub", mas seu livro provou que 'Wotton não era um mero pedante, mas um intelecto abrangente com um domínio completo do aprendizado, ambos antigos e moderno.' Wotton respondeu chamando "A Tale" de Swift de "uma das brincadeiras mais profanas sobre a religião de Jesus Cristo, como tal, que já apareceu."
William escreveu uma História de Roma em (1701) a pedido do Bispo Burnet, que mais tarde foi usada pelo historiador Edward Gibbon. Em reconhecimento, Burnet o nomeou prebendado de Salisbury a partir de 1705. Em 1707, Wotton foi premiado com o "grau Lambeth" de Doutor em Divindade pelo Arcebispo Thomas Tenison por reconhecimento aos seus escritos em apoio à Igreja da Inglaterra, contra os deístas. No ano de 1713, Wotton também produziu ideias sobre a relação entre as línguas, introduzindo o conceito de protolíngua primitiva ao relacionar o grego, o islandês e as línguas românicas. Esta famosa palestra de Sir William Jones, comparando o sânscrito com as línguas clássicas, é anterior em mais de setenta anos. Essas teorias foram postumamente publicadas em Um discurso sobre a confusão de idiomas em Babel (1730).

### "Uma Alma Prostituta Bêbada"
Ao longo de sua vida adulta, William era conhecido por ser "um excelente pregador, mas com uma alma de prostituta bêbada". Ele também foi muito extravagante, ao transformar sua reitoria em uma mansão com 32 quartos. No entanto, ele foi capaz de pedir dinheiro emprestado contra expectativas futuras de preferência eclesiástica, como resultado de sua estreita amizade com William Wake, então bispo de Lincoln. Entre os anos de 1711 e 1712, Wotton parece ter passado por uma crise de meia-idade, e escandalizou a vizinhança por diversas vezes ao ser encontrado bêbado em público, ou então por ter passado períodos prolongados em bordéis locais. Como resultado, foi inicialmente avisado sobre seu comportamento por Wake, que mais tarde rompeu sua amizade e rescindiu sua promessa de fornecer uma vida adicional em Buckinghamshire. Assim que se soube que as expectativas do reitor haviam sido frustradas, os comerciantes locais reivindicaram o pagamento de suas dívidas. Em maio de 1714, Wotton foi obrigado a abandonar sua reitoria em Milton Keynes para evitar seus credores e, por sete anos, viveu em Carmarthen, no sudoeste do País de Gales, sob o falso nome de Dr. William Edwards.

### Estudos no País de Gales
Enquanto estava em Carmarthen, Wotton voltou aos estudos. Também restabeleceu sua amizade com Wake, que se tornou arcebispo de Canterbury em dezembro de 1715.
Wotton começou a estudar galês, e produziu uma importante edição de texto paralelo bilíngue dos textos galeses e latinos das leis galesas medievais tradicionalmente atribuídas a Hywel Dda a pedido de seu amigo. Para fazer isso, ele primeiro teve que identificar e obter transcrições de cerca de quinze manuscritos conhecidos em latim ou galês medieval, e estabelecer um texto e, em seguida, começar a difícil tarefa de traduzir a terminologia galesa medieval que apareceu tanto no latim quanto no galês. Versões, mas cujo significado havia sido perdido no século XVIII. A partir de 1721, Wotton foi auxiliado pelo estudioso galês Moses Williams. Wotton viveu para completar a tradução, mas estava trabalhando em um glossário quando morreu. Isso foi concluído por Williams, e todo o trabalho foi publicado em 1730 por seu genro William Clarke em uma grande edição em fólio sob o título Leges Wallicae.
Enquanto estava em Carmarthen, ele também realizou pesquisas nas catedrais de St David e Llandaff, publicadas por seu amigo Browne Willis em 1717 e 1718. Ele publicou Diversos Discursos relacionados às Tradições e Usos dos Escribas e Fariseus, que incluíam uma tradução de parte da Mishná em (1718).

### Morte
Wotton pagou seus credores e pôde retornar a Bath em outubro de 1721 e a Londres em junho de 1722, mas estava com a saúde muito debilitada. Ele ainda estava trabalhando em seu Leges Wallicae, quando morreu de hidropisia em Buxted, Sussex, em 13 de fevereiro de 1727.

## Trabalhos
- Cyfreithjeu Hywel Dda ac eraill, seu Leges Wallicae Ecclesiasticae et Civiles Hoeli boni et Aliorum Walliae Principum (Londres, 1730)
- A História de Roma desde a Morte de Antoninus Pius até a Morte de Severus Alexander, Londres: Tim. Goodwin, 1701
- Discursos diversos relativos às tradições e usos dos escribas e fariseus (1718)
- (trad. ), Louis Ellies Dupin, Uma nova história de escritores eclesiásticos, (13 vols. 1692–99)
- Reflexões sobre o aprendizado antigo e moderno (1694, 1697)

### Citações
1. ↑  William Wotton" in J. Venn e J. A. Venn, Alumni Cantabrigienses. 10 vols. (Cambridge: Cambridge University Press, 1922–1958) ACAD - A Cambridge Alumni Database
2. ↑  "Wolton, William (1686-1727) (CCEd Person ID 22903)". The Clergy of the Church of England Database 1540-1835. Retrieved 2 February 2014.
3. 1 2  Chisholm 1911.
4. ↑  The Battle of the Books, p. 34.
5. ↑  The Battle of the Books, pp. 112–122.
6. ↑  The Battle of the Books, p. 34.
7. ↑  Montag, Warren (1994). The Unthinkable Swift: The Spontaneous Philosophy of a Church of England Man (em inglês). [S.l.]: Verso
8. ↑  Archaeology and Language (1999). Vol. 3, pp. 6–9.
9. ↑  De la Pryme (1870), p. 28.
10. ↑  Stoker (2006) pp. 13–20.
11. ↑  Stoker (2006) pp. 20–25.
12. ↑  Stoker (2006) p.48-50.